# Kalamazoo
Kalamazoo è una città degli Stati Uniti d'America nella contea di Kalamazoo, stato del Michigan.
Sede della Western Michigan University e del Kalamazoo College (detto anche K-College), prestigiosa scuola d'arte, nel censimento del 2000 risultava popolata da 77 145 abitanti.

## Storia
Kalamazoo è stata la sede originaria della prestigiosa fabbrica di chitarre Gibson, in seguito trasferita a Nashville e sostituita dalla Heritage Guitar Inc. e sede per tutta la sua esistenza, dal 1922 al 2010, della Checker Motors Corporation, costruttrice dell'iconico taxi cab statunitense. Sede della Diocesi di Kalamazoo, nel 1885 dette i natali alla scrittrice Edna Ferber, vincitrice del premio Pulitzer nel 1925.

## Monumenti e luoghi d'interesse
Nella città si trova la storica residenza di Frank Henderson, magnate di fine Ottocento, nota come Castello Henderson.

## Amministrazione

### Gemellaggi
La città è gemellata con:
- Kingston